# Villeneuve-les-Cerfs
 Villeneuve-les-Cerfs  là một xã ở tỉnh Puy-de-Dôme trong vùng Auvergne-Rhône-Alpes miền trung nước Pháp.